# Joseph Moreau (homme politique)
Pour les articles homonymes, voir Joseph Moreau (homonymie) et Moreau.
Joseph Marie François Moreau (né à Morlaix, le 6 octobre 1764 - mort à Morlaix le 22 novembre 1849) est un homme politique français.

## Biographie
Son père, Gabriel-Louis Moreau, sieur de Lizoreux (1730-1794), conseiller du roi, était juge, lieutenant civil et criminel au bailliage de Morlaix, et sa mère Catherine Chapperon de L'Isle, était la fille d'un négociant et la petite-fille de Pierre Bernard de Basseville, un corsaire morlaisien. Sur les quinze enfants nés du mariage, huit survécurent (dont le général Moreau et le baron Pierre-Marie-Lubin Moreau).
Il est avocat à Morlaix au moment de la Révolution. Il a, ainsi que son père, conservé quelques relations avec les émigrés, pour des règlements de comptes. Pour ces faits, ils sont tous les deux dénoncés. Son père se fait guillotiner à Brest (pour avoir caché des prêtres réfractaires, avoir été « l'agent d'émigrés » et avoir fait passer de l'argent au marquis de Lescoët), et lui en est quitte pour 6 mois de prison. À peine remis en liberté, il se présente le 5 nivôse an III à la barre de la Convention pour demander justice contre ses accusateurs. 
En 1795, il épouse la fille de Michel Behic.
Commissaire du gouvernement auprès du tribunal correctionnel de Morlaix en l'an VI, il voit sans déplaisir le coup d'État du 18 brumaire. Il devient membre du Tribunat le 24 pluviôse an VIII. 
Il est le seul à protester contre le rapport du grand-juge qui comprend le général Moreau, son frère, parmi les coaccusés de Cadoudal, et demande en vain son renvoi devant ses juges naturels, et non devant un tribunal d'exception.
Chevalier de la Légion d'honneur le 25 prairial an XII (14 juin 1804), il quitte la vie politique à la dissolution du Tribunat en 1807. 
La Restauration le nomme administrateur-général des postes.
Il est anobli par lettres patentes du 8 octobre 1814.
Le 4 novembre 1816, il est député du grand collège d'Ille-et-Vilaine et siège dans la majorité. 
Il devient préfet de la Lozère le 6 août 1817 (promu officier de la Légion d'honneur à ce titre), puis préfet de Charente après 1821.
Après la révolution de 1848, il se retire à Morlaix et y meurt le 22 novembre 1849.

## Sources
- « Joseph Moreau (homme politique) », dans Adolphe Robert et Gaston Cougny, Dictionnaire des parlementaires français, Edgar Bourloton, 1889-1891 [détail de l’édition]